# Људи у црном 2
Људи у црном 2 (енгл. Men in Black II) је амерички научнофантастични филм из 2002. године који је режирао Бари Соненфелд и наставак је филма Људи у црном (1997). Глане улоге играју: Вил Смит, Томи Ли Џоунс, Рип Торн, Лара Флин Бојл, Џони Ноксвил и Росарио Досон. Овај филм је такође био последњи филм из серијала у коме се појавио Рип Торн (иако се накратко појавио у трећем филму), пошто је он преминуо 9. јула 2019. године, отприлике месец дана након што је изашао филм Људи у црном: Глобална претња.
Филм је реализован широм света 3. јула 2002. године, од стране Коламбија пикчерса и добио је мешане критике, али био је комерцијално успешан са зарадом од преко 441 милион долара у односу на буџет од 140 милиона долара. Филм прати наставак Људи у црном 3 из 2012. године.

## Радња
Четири године након што су агенти Џеј и Kеј осујетили интергалактичку катастрофу, Kеј се вратио удобности цивилног живота док је Џеј преузео улогу свог бившег партнера поставши најефикаснији агент у незваничној владиној агенцији која регулише све ванземаљске ствари на Земљи. Истражујући наизглед рутински ванземаљски злочин, Џеј открива злокобну заверу Серлине, злог чудовишта маскираног у манекенку за доњи веш, и њеног двоглавог, глупавог саучесника Скрада/Чарлија. Kад Серлина узме целу зграду Људи у црном као таоце, Џеј може да се обрати једино пензионисаном Kеју, чија експертиза представља последњу наду свемира да може да избегне потпуно уништење.

## Улоге
| Глумац           | Улога                  |
| ---------------- | ---------------------- |
| Вил Смит         | Агент Џеј              |
| Томи Ли Џоунс    | Агент Кеј              |
| Рип Торн         | Зед                    |
| Лара Флин Бојл   | Серлина                |
| Џони Ноксвил     | Скрад и Чарли          |
| Росарио Досон    | Лора Васкез            |
| Патрик Ворбартон | Агент Ти               |
| Тони Шалуб       | Џек Џибс               |
| Мајкл Џексон     | Агент Ем               |
| Тим Блејни       | Пас Френк (глас)       |
| Ник Канон        | МИБ агент на аутопсији |
| Дејвид Крос      | Њутон                  |

## Зарада
- Зарада у САД - 190.418.803 $
- Зарада у иностранству - 251.400.000 $
- Зарада у свету - 441.818.803 $